# RLBP1
RLBP1 (англ. Retinaldehyde binding protein 1) – білок, який кодується однойменним геном, розташованим у людей на короткому плечі 15-ї хромосоми. Довжина поліпептидного ланцюга білка становить 317 амінокислот, а молекулярна маса — 36 474.
| 10         |  | 20         |  | 30         |  | 40         |  | 50         |
| ---------- |  | ---------- |  | ---------- |  | ---------- |  | ---------- |
| MSEGVGTFRM |  | VPEEEQELRA |  | QLEQLTTKDH |  | GPVFGPCSQL |  | PRHTLQKAKD |
| ELNEREETRE |  | EAVRELQEMV |  | QAQAASGEEL |  | AVAVAERVQE |  | KDSGFFLRFI |
| RARKFNVGRA |  | YELLRGYVNF |  | RLQYPELFDS |  | LSPEAVRCTI |  | EAGYPGVLSS |
| RDKYGRVVML |  | FNIENWQSQE |  | ITFDEILQAY |  | CFILEKLLEN |  | EETQINGFCI |
| IENFKGFTMQ |  | QAASLRTSDL |  | RKMVDMLQDS |  | FPARFKAIHF |  | IHQPWYFTTT |
| YNVVKPFLKS |  | KLLERVFVHG |  | DDLSGFYQEI |  | DENILPSDFG |  | GTLPKYDGKA |
| VAEQLFGPQA |  | QAENTAF    |  |            |  |            |  |            |

A: Аланін

C: Цистеїн

D: Аспарагінова кислота

E: Глутамінова кислота

F: Фенілаланін

G: Гліцин

H: Гістидин

I: Ізолейцин

K: Лізин

L: Лейцин

M: Метіонін

N: Аспарагін

P: Пролін

Q: Глутамін

R: Аргінін

S: Серин

T: Треонін

V: Валін

W: Триптофан

Задіяний у таких біологічних процесах, як транспорт, ацетилювання. 
Білок має сайт для зв'язування з ретинолом. 
Локалізований у цитоплазмі.